# 猛巨盾蛞蝓
猛巨盾蛞蝓（学名：Macrochlamys rejecta）为拟阿勇蛞蝓科巨盾蛞蝓属的动物，是中国的特有物种。分布于湖南、四川、广东、广西等地，生活环境为陆地，多见于平原、丘陵地区潮湿的石块下落叶下、灌木丛、草丛中、乱石堆中以及多腐殖质的地方。